# Scandinavian Music Group
Scandinavian Music Group (Abkürzung: SMG) ist eine finnische Folkgruppe, die im Jahre 2002 in Helsinki gegründet wurde. 

## Überblick
Zur Band gehören sieben Mitglieder, von denen vier von Anfang an dabei waren. Bevor SMG entstand, waren diese vier Künstler Teil der finnischen Band Ultra Bra, die politischen Kunstrock spielte. Die meisten Lieder werden von Sängerin Terhi Kokkonen geschrieben und von Gitarrist Joel Melasniemi komponiert. Bis heute sind sieben Alben erschienen, das letzte im Jahr 2014. SMG ist mit vielen Fans eine der beliebtesten Gruppen auf finnischen Rockfestivals.

## Bandgeschichte
Ultra Bra, eine der erfolgreichsten finnischen Popbands, löste sich 2001 auf. Vier Bandmitglieder (Joel Melasniemi, Terhi Kokkonen, Antti Lehtinen und Tommi Saarikivi) hatten schon vor der offiziellen Auflösung über eine neue Band diskutiert und mehrmals zusammen ein Studio besucht. Im Februar 2002 trat  Scandinavian Music Group mit einer Debütsingle Kun tuuli oli viilee / Kun puut tekee seittiä (Als der Wind kühl war / Wenn die Bäume Spinnennetze machen) zutage. Sie schaffte es in der offiziellen finnischen Hitliste gleich bis auf den dritten Platz. Ihren ersten Auftritt hatte die Band schon am 15. Februar in einem Club in der westfinnischen Stadt Tampere. Das schon im Frühling fertiggestellte Debütalbum Onnelliset kohtaa (Die Glücklichen begegnen sich) erschien am 6. September und belegte gleich Platz 1 der offiziellen finnischen Hitliste. Eine Radiosingle Minne katosi päivät (Wohin verschwanden die Tage) aus dem Album war der erste Hit der Band. Ein Grund für die erfolgreiche Debütsingle war der Festivalsommer und die von Anfang Oktober bis Ende November dauernde Debüttournee. Onnelliset kohtaa holte noch vor Weihnachten Gold, das heißt in Finnland 15.000 verkaufte Tonträger.
Im Frühling 2003 meldete  Scandinavian Music Group, dass der Bassist Tommi Saarikivi die Band wegen seiner Familie und Studien verlassen würde. An seine Stelle trat Anssi Växby, der bald ein ordentliches Mitglied wurde. Kyösti Salokorpi ersetzte gleichzeitig Mikko Kosonen als Gitarristen für die Tourneen. Im selben Frühjahr erschien die Single Letitä tukkani (Flechte mein Haar), die aber ohne eigenes Album blieb. Im Sommer 2003 besuchte die Band wieder zahlreiche Festivals, zum Beispiel Provinssirock, Raumanmeren juhannus, Ruisrock und Tammerfest. 
Das nächste Album erschien am 24. März 2004 und trug den Namen Nimikirjaimet (Die Initialen). Aus dem Album, produziert beim Plattenlabel Cortison Records, wurden die Singles 100 km Ouluun (100 km nach Oulu), Säälittävä syksy (Bedauerlicher Herbst) und Huomisen sää (Das Wetter von morgen) ausgekoppelt. Das vom Stil eher akustische Stück Talvipuutarhaan (Zum Wintergarten) erreichte Platz 1 der Liste des finnischen Radiosenders YleQ. Ihren neuen akustischen Sound machte Scandinavian Music Group dem Publikum weiter bekannt mit Minitourneen im Herbst 2004 und im Frühling 2005. Im Jahre 2004 machte Scandinavian Music Group außerdem eine Promotion-Tour für ihr Album, die 15 Städte umfasste. Im Sommer 2005 konzentrierte die Band sich darauf, ein neues Album zu bearbeiten. Das dritte Album Hölmö rakkaus ylpeä sydän (Doofe Liebe, stolzes Herz) erschien am 1. März 2006, bekam ausgezeichnete Kritiken und hielt sich einen Monat lang in den Top 10 der offiziellen finnischen Hitliste. Die Single Hölmö rakkaus (Doofe Liebe) war einer der größten finnischen Hits im Frühling 2006. Der Produzent des Albums war Kyösti Salokorpi, der auch schon als Gitarrist in der Gruppe spielte. 
Der große Hit Hölmö rakkaus (Doofe Liebe) war im Frühling 2007 Titelsong in dem finnischen Fernsehprogramm Kaikki kunnossa (Alles in Ordnung).
Schon im Sommer 2007 erschien eine neue Single Vieläkö soitan banjoa (Spiele ich noch Banjo?) mit einem in den USA gedrehten Video. Das nächste und damit vierte Album Missä olet Laila? (Wo bist du, Laila?) kam am 7. Oktober 2007 heraus. Das Album verkaufte sich gut und hielt sich lange in den Top 10. Scandinavian Music Group hatte zwei neue Mitglieder ins Studio mitgenommen: Pauliina Kokkonen sang im Hintergrund und Miikka Paatelainen spielte Lap Steel Gitarre. Die neue siebenköpfige Besetzung hatte ihre Albumtourneen schnell ausverkauft. 
Im Herbst 2008 wurde ein Tributalbum Melkein vieraissa – Nimemme on Dingo (Fast fremdgegangen – Unser Name ist Dingo) für die legendäre finnische Band Dingo eingespielt, für das SMG eine neue Version des Stücks Levoton tuhkimo (Das ruhelose Aschenbrödel) aufnahm. Palatkaa Pariisiin (Kehrt nach Paris zurück!) hieß das am 1. April erschienene Album Nummer fünf, an dem SMG schon ab Herbst 2008 gearbeitet hatte. Die Platte war Kandidat für den renommierten Teosto-Preis. Im selben Frühling steuerte die Band zu einem Coveralbum Syvissä vesissä (In tiefen Gewässern) bei, wofür sie das Stück Kaikki nuoret tyypit (Alle junge Kerls) der finnischen Band Tehosekoitin coverten. Die erste Kompilation von SMG Näin minä vihellän matkallani (So pfeife ich bei meiner Reise) erschien im Herbst 2009. Das Album umfasste  ausgewählte Lieder von alten Alben und einige neue Versionen. Gleichzeitig nahm SMG auch an einem finnischen Sammelprojekt Onnen laulut (Die Lieder vom Glück) teil. 
Das Jahr 2010 war für die Band wegen privater Familienzuwächse wenig ergiebig, aber schon am 27. April 2011 erschien von SMG ein neues Album, Manner (Der Kontinent). Die Single Hautojen yli (Über Gräber) war bereits im Februar im Radio zu hören gewesen. Das lange erwartete sechste Album brachte der Band ein reges Tourneejahr.

## Mitglieder
- Terhi Kokkonen: Sängerin und Texterin (früher bei Ultra Bra) (seit 2002). Terhi Kokkonen studierte Dramaturgie, Religionswissenschaft und Textil-Design. Ihr Erstlingsschauspiel Norsunluunokkainen tikka (Der Specht mit dem Elfenbeinschnabel) wurde 2008 veröffentlicht. Kokkonen war 2009 mit dem Album Palatkaa Pariisiin! (Kehrt nach Paris zurück!) Kandidatin für den Teosto-Preis.

- Joel Melasniemi: Gitarrist und Komponist (früher bei Ultra Bra) (seit 2002). Joel Melasniemi studierte Kunst an der Aalto-Universität Helsinki. 1994 gewann er außerdem einen Comicwettbewerb  (Kemin sarjakuvakeskus, Comiczentrum von Kemi).
- Antti Lehtinen: Schlagzeug (früher bei Ultra Bra) (seit 2002). Schlagzeuger Antti Lehtinen ist außer bei Ultra Bra und Scandinavian Music Group auch in der Gruppe Don Huonot von 2001 bis 2003 Schlagzeuger und Hintergrundsänger gewesen.
- Kyösti Salokorpi: Gitarrist, Tasteninstrumente (seit 2003). Kyösti Salokorpi ist das inoffizielle fünfte Mitglied. Salokorpi ist sowohl Musiker als auch Autor. Er war früher Sänger in einer Gruppe namens Ihmepoika. Er hatte auch eine eigene Punkstilgruppe, Teenage Lesbians, und ist Texter. Er studierte an der Universität Helsinki Literaturwissenschaft.
- Anssi Växby: Bass (früher bei Ultra Bra) (seit 2003). Anssi Växby hat auch eine eigene Gruppe, Icons of Elegance, zusammen mit seinem Bruder Henri Växby. Die Gruppe spielt melodische Popmusik mit Einflüssen aus Indie-, Americana- und Beatles-Musik.
- Pauliina Kokkonen: Hintergrundsängerin (seit 2007)
- Miikka Paatelainen: lap steel-Gitarre (seit 2007)

Ehemalige Mitglieder waren Tommi Saarikivi (Bass 2002–2003) und  Mikko Kosonen (Gitarre 2002–2003). Gelegentliche spielte Pessi Levanto an der Tastatur. 

## Themen, Stil und Lyrik
Die Themen der Lieder von SMG variieren stark, jedoch spielen Sehnsucht und verlorene Liebe oft eine Rolle. Eine häufig wiederkehrende Frage ist auch wie eine Frau alleine stark und selbstständig sein kann. Egal, ob ein Lied melancholisch oder vergnüglich ist, ist die stimmungsvolle, hohe Stimme von Sängerin Terhi Kokkonen das wichtigste Element. Der Musikstil kann als Folkrock beschrieben werden. Die Band benutzt teilweise auch ein Banjo. Während die ersten Alben mit unterschiedlichsten musikalische Elementen und verschiedenen Instrumenten aufwarteten, sind die neueren Alben einfacher mit betont lyrischem Inhalt. 

## Diskografie

### Alben
| Jahr | Titel                         | Höchstplatzierung, Gesamtwochen, AuszeichnungChartsChartplatzierungen (Jahr, Titel, Platzierungen, Wochen, Auszeichnungen, Anmerkungen) | Anmerkungen                            |
| Jahr | Titel                         | FI | Anmerkungen                            |
| ---- | ----------------------------- | --- | -------------------------------------- |
| 2002 | Onnelliset kohtaa             | FI1 Gold · (18 Wo.)FI |                                        |
| 2004 | Nimikirjaimet                 | FI11 (6 Wo.)FI |                                        |
| 2006 | Hölmö rakkaus ylpeä sydän     | FI5 (17 Wo.)FI |                                        |
| 2007 | Missä olet Laila?             | FI6 (10 Wo.)FI |                                        |
| 2009 | Palatkaa Pariisiin!           | FI2 (25 Wo.)FI |                                        |
| 2009 | Näin minä vihellän matkallani | FI11 (10 Wo.)FI |                                        |
| 2011 | Manner                        | FI1 (17 Wo.)FI | Erstveröffentlichung: 25. April 2011   |
| 2014 | Terminal 2                    | FI1 (8 Wo.)FI | Erstveröffentlichung: 31. Januar 2014  |
| 2015 | Baabel                        | FI11 (3 Wo.)FI | Erstveröffentlichung: 16. Oktober 2015 |
| 2022 | Ikuinen ystävä                | FI5 (3 Wo.)FI | Erstveröffentlichung: 19. August 2022  |

### Singles
| Jahr | Titel Album                            | Höchstplatzierung, Gesamtwochen, AuszeichnungChartsChartplatzierungen (Jahr, Titel, Album, Platzierungen, Wochen, Auszeichnungen, Anmerkungen) | Anmerkungen |
| Jahr | Titel Album                            | FI | Anmerkungen |
| ---- | -------------------------------------- | --- | ----------- |
| 2002 | Kun tuuli oli viilee Onnelliset kohtaa | FI3 (6 Wo.)FI |             |
| 2002 | Tällaisena kesäyönä Onnelliset kohtaa  | FI7 (6 Wo.)FI |             |
| 2003 | Letitä tukkani –                       | FI13 (3 Wo.)FI |             |
| 2004 | 100 km ouluun Nimikirjaimet            | FI14 (1 Wo.)FI |             |

Weitere Singles
- Minne katosi päivät (2002) (Wo verschwanden die Tagen)
- Ei mun oo hyvä olla yksin / Mitä hyödyttää (2002) (Mir ist nicht gut allein zu sein/Was nützt es)
- Säälittävä syksy (2004) (Bedauerlicher Herbst)
- Huomisen sää (2004) (Das Wetter von morgen)
- Valmis (2005) (Fertig)
- Hölmö rakkaus (2006) (Doofe Liebe)
- Ylpeä sydän (2006) (Stolzes Herz)
- Vieläkö soitan banjoa? (2007) (Spiele ich noch Banjo?)
- Mustana, maidolla, kylmänä, kuumana (2007) (Schwarz, mit Milch, kalt, heiß)
- Naurava turskan kallo (2007) (Der Schädel des lachenden Kabeljaus)
- Levoton tuhkimo (2008) (Das ruhelose Aschenbrödel)
- Näin minä vihellän matkallani (2009) (So pfeife ich bei meiner Reise)
- Casablanca / Ambulanssi tuli ja kaikki itki (2009) (Casablanca / Der Krankenwagen kam und alle weinten)
- 100 km Ouluun (2009) (100 km nach Oulu)
- Hautojen yli (2011) (Über Gräber)
- Kaunis Marjaana (2011) (Die schöne Marjaana)
- Omenankukan terälehtiä (2011) (Blütenblätter eines Apfels)

### Musikvideos
- Minne katosi päivät (Wohin verschwanden die Tage)
- Ei mun oo hyvä olla yksin (Es ist mir nicht gut allein zu sein)
- 100 km Ouluun (100 km nach Oulu)
- Hölmö rakkaus (Doofe Liebe)
- Ylpeä sydän (Stolzes Herz)
- Vieläkö soitan banjoa? (Spiele ich noch Banjo?)
- Kaunis Marjaana (Die schöne Marjaana)
- Montreal (Montreal)
- Omenankukan terälehtiä - Matkalla Nashvilleen versio (Blütenblätter eines Apfels - Auf dem Weg nach Nashville-Version)
- Omenankukan terälehtiä - Vaihtoehtoinen versio (Blütenblätter eines Apfels - Alternative Version)
- Melkein kuin uusi (Fast wie neu)
- Ruotsiin ja takaisin (Nach Schweden und zurück)
- Mustarastas lauloi ooh la laa (Die Amsel sang ooh la laa)

## Trivia
- Terhi Kokkonen und Joel Melasniemi waren früher lange ein Paar.
- Zurzeit (2012) ist Kokkonen mit Arto Halonen, einem Regisseur von Dokumentationen, liiert. Sie haben einen gemeinsamen Sohn.
- Hintergrundsängerin Pauliina Kokkonen ist Terhi Kokkonens Schwester. Sie haben auch eine ältere Schwester, Minna Puolanto, die Schauspielerin ist.
- Joel Melasniemi komponierte zum ersten Mal Filmmusik im Jahre 2011 für den Film Elokuu (August).
- Ultra Bra fanden sich ein  einziges Mal für einen Auftritt wieder zusammen, im Januar 2012, für ein Unterstützungskonzert für den grünen Präsidentschaftskandidaten Pekka Haavisto
- Auf dem Album Manner werden zehn Tiere und sieben Ortsnamen genannt.